# Зовнішньоекономічна діяльність
Відповідно до Закону України від 16 квітня 1991 року «Про зовнішньоекономічну діяльність», зовнішньоекономі́чна дія́льність — діяльність суб'єктів господарської діяльності України та іноземних суб'єктів господарської діяльності, побудована на взаємовідносинах між ними, що має місце як на території України, так і за її межами (п.8 ст. 1). Точніше, видається, визначення цієї діяльності, що міститься в Господарському кодексі України. Зовнішньоекономічною діяльністю суб'єктів господарювання, за Кодексом, є господарська діяльність, яка в процесі її здійснення потребує перетинання митного кордону України майном та (або) робочою силою (ст. 377).

## Органи державного регулювання зовнішньоекономічної діяльності
1. Верховна Рада України
2. Кабінет Міністрів України
3. Національний банк України
4. Центральний орган виконавчої влади з питань економічної політики
5. Державна митна служба України
6. Антимонопольний комітет України
7. Міжвідомча комісія з міжнародної торгівлі